# Club Petrolero (Yacuiba)
Il Club Petrolero è una società calcistica boliviana con sede a Yacuíba.
Fondato nel 2000, il club milita nella Liga del Fútbol Profesional Boliviano.

## Rosa
- Jose Romero
- Jorge Benítez
- Abraham García
- Edil Carrión
- José Cababá
- Julio Cesar Cortéz
- Jorge Ruth
- Rolando Campos
- Jesus Romero
- Bladimir Compas
- Marco Andia
- Aldo Gallardo
- Luis Flores
- Juan Camilo Ríos
- Freddy Chispas
- Fernando Montenegro
- Christian Chilo
- Miguel Ortiz
- Omar Jesus Morales
- Alfaro Uriona
- Cristian Felipe Pulido
- José Leonardo Herrera
- Luis Angel Guevara
- José Anibal Padilla
- Jáner Guazá Lucumí
- Frank Oni
- Gustavo Salvatierra
- Jorge Orgaz

## Palmarès
- Liga Nacional B: 1

2011–12